# Areal (ort)
Areal är en ort i Brasilien.   Den ligger i kommunen Areal och delstaten Rio de Janeiro, i den sydöstra delen av landet, 900 km sydost om huvudstaden Brasília. Areal ligger 496 meter över havet och antalet invånare är 11 041.
Terrängen runt Areal är kuperad. Närmaste större samhälle är Três Rios, 16,5 km nordväst om Areal.
Omgivningarna runt Areal är huvudsakligen savann. Runt Areal är det ganska tätbefolkat, med 108 invånare per kvadratkilometer.